# 安佩雷
23°54′54″S 53°28′22″W / 23.91500°S 53.47278°W
安佩雷（葡萄牙語：Ampére）是巴西的城鎮，位於該國南部，由巴拉那州負責管轄，始建於1961年11月28日，面積298平方公里，海拔高度600米，2010年人口17,308，人口密度每平方公里58人。